# Kékszemüvegű bülbül
A kékszemüvegű bülbül (Pycnonotus nieuwenhuisii) a verébalakúak (Passeriformes) rendjébe, ezen belül a bülbülfélék (Pycnonotidae) családjába és a Pycnonotus nembe tartozó faj. 18 centiméter hosszú. Brunei, Indonézia és feltehetően Malajzia nedves, alacsonyan fekvő erdőiben él. Valószínűleg gyümölcsökkel és rovarokkal táplálkozik.

### Alfajok
- P. n. inexspectatus (Chasen, 1939) – északnyugat-Szumátra;
- P. n. nieuwenhuisii (Finsch, 1901) – észak- és közép-Borneó.

## Fordítás
- Ez a szócikk részben vagy egészben  a   Blue-wattled bulbul című angol Wikipédia-szócikk fordításán alapul.  Az eredeti cikk szerkesztőit annak laptörténete sorolja fel. Ez a jelzés csupán a megfogalmazás eredetét és a szerzői jogokat jelzi, nem szolgál a cikkben szereplő információk forrásmegjelöléseként.